# Sainte-Colombe (Ille i Vilaine)
Sainte-Colombe (en bretó Santez-Koulm) és un municipi francès, situat a la regió de Bretanya, al departament d'Ille i Vilaine. L'any 2006 tenia 300 habitants.

## Demografia
| 1962                                       | 1968 | 1975 | 1982 | 1990 | 1999 |
| ------------------------------------------ | ---- | ---- | ---- | ---- | ---- |
| 285                                        | 296  | 277  | 276  | 262  | 272  |
| Des de 1962: població sense dobles comptes |      |      |      |      |      |

## Administració
| Període   | Identitat       | Partit |
| --------- | --------------- | ------ |
| 2001-2008 | René Castellier |        |
| 2008-     | Daniel Launay   |        |